# Karl August Ohrt
Karl August Ohrt (* 20. Februar 1902 in Schönwalde am Bungsberg; † 5. Oktober 1993 in Hamburg) war ein deutscher Bildhauer, Maler und Grafiker.

## Leben und Wirken

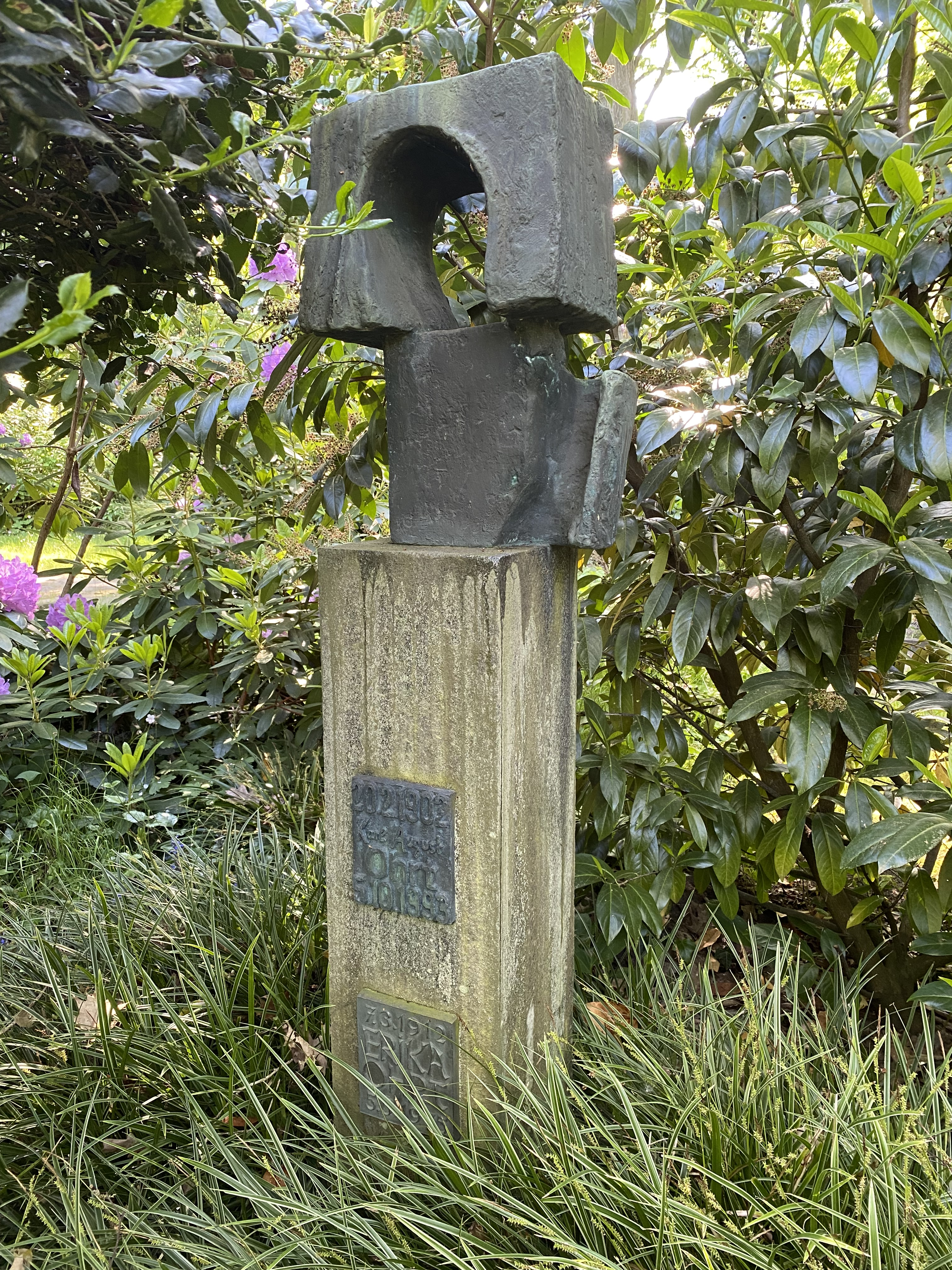
Grabstätte auf dem Friedhof Blankenese

Von 1924 bis 1932 besuchte Karl August Ohrt mit Unterbrechungen die Malklasse von Julius Wohlers an der Kunstgewerbeschule Hamburg am Lerchenfeld. 1926 machte er einen Kurzbesuch am Dessauer Bauhaus. 1926/27 begab er sich auf eine längere Spanienreise.

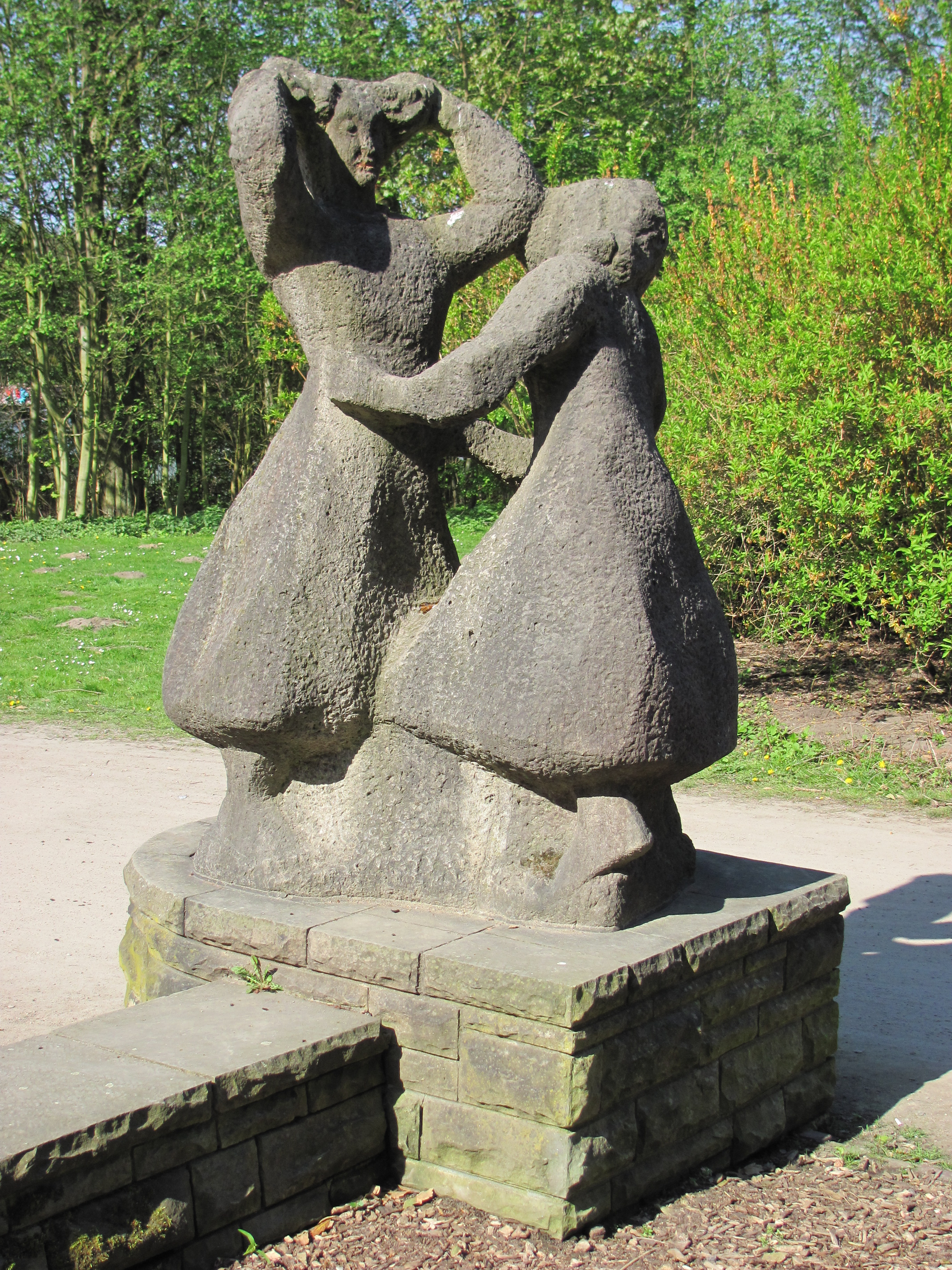
Tanzende Mädchen (1935), Muschelkalk. Hamburger Stadtpark

Um 1930 wandte er sich zunehmend der plastischen Arbeit zu und begann ein neues Studium in der Bildhauerklasse von Richard Luksch. 1932 konnte er ein Atelier im Ohlendorffhaus beziehen, einem alten Palais, das die Stadt Hamburg Künstlern zur Verfügung stellte. 1935 heiratete er Erika Boßmann und bekam einen Sohn, Timm. (Er wurde Architekt und gestaltete unter anderem den Rathausmarkt in Hamburg.) Es folgte 1936 eine Studienreise nach Griechenland. 1937 und 1938 wurden dem Ehepaar die Töchter Anne-Katrin und Trude geboren. Das Ohlendorffhaus wurde im Krieg 1943 zerstört.
Mit seiner Kunstauffassung geriet er in politische Schwierigkeiten. Die nationalsozialistische Kulturpolitik bewertete Teile seines Werks als entartet. Seine Figurengruppe Tanzende Mädchen von 1935 wurde aus dem Hamburger Stadtpark entfernt, die Gruppe Tanzendes Bauernpaar sogar zerstört. Nach 1945 kehrten die Tanzenden Mädchen wieder in den Stadtpark zurück.
1941 bezog Ohrt eine Werkstatt in Hamburg-Nienstedten. Er wurde zum Militärdienst eingezogen, geriet für zwei Jahre in sowjetische Kriegsgefangenschaft und kehrte erst 1947 nach Hamburg zurück. Zunächst begann er vor allem zu zeichnen. Ab 1958 nahm Karl August Ohrt als Mitglied des Deutschen Künstlerbundes an mehreren DKB-Jahresausstellungen teil. Die Stadt Hamburg verlieh ihm 1961 den Edwin-Scharff-Preis und 1985 die Biermann-Ratjen-Medaille. Er nahm an zahlreichen in- und ausländischen Ausstellungen teil und bekam öffentliche Großaufträge.

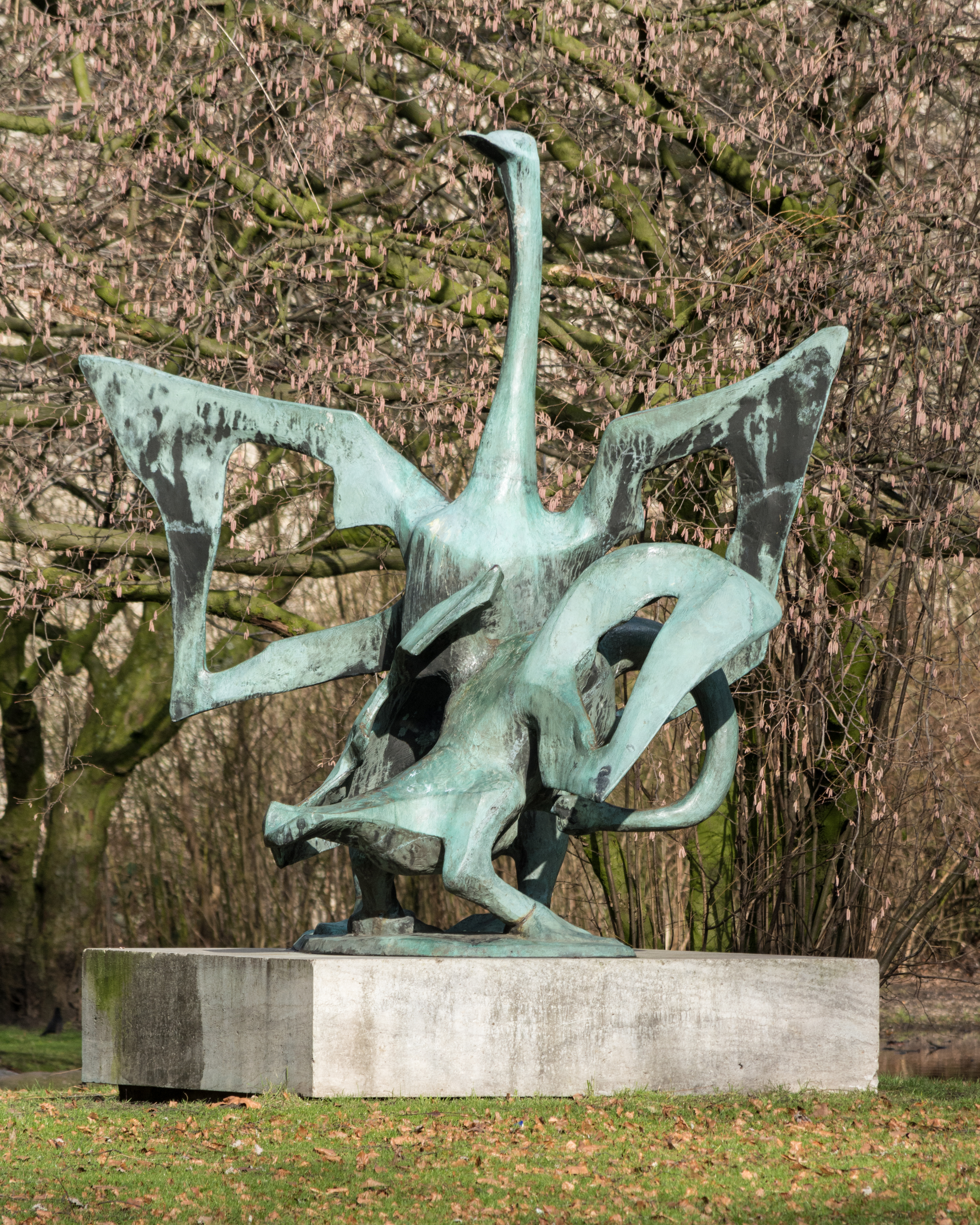
Schwäne (1956), Bronze. Grindelhochhäuser, Hamburg
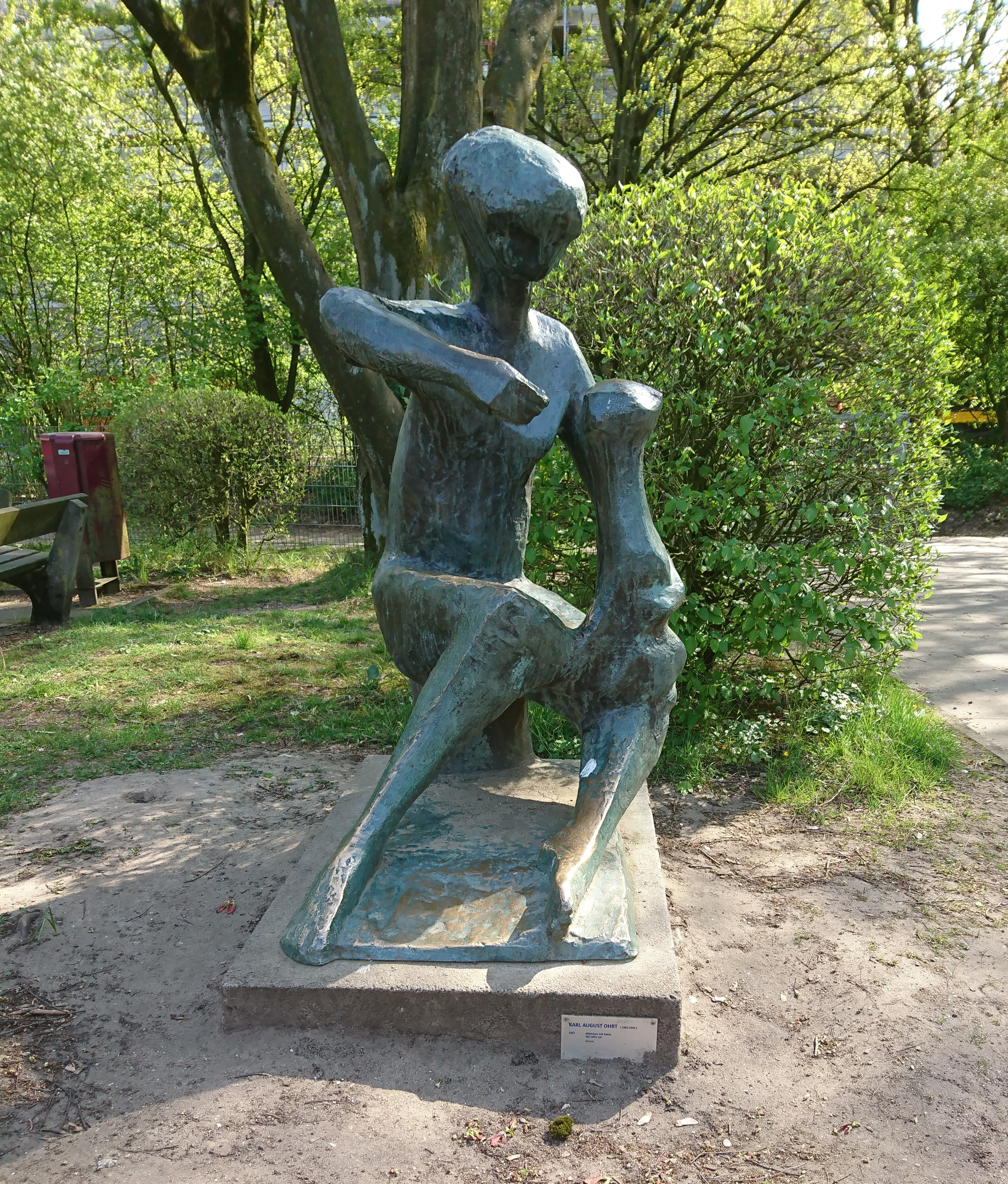
Mädchen mit Katze (1957), Bronze. Schule am Eberhofweg 63, Hamburg-Langenhorn
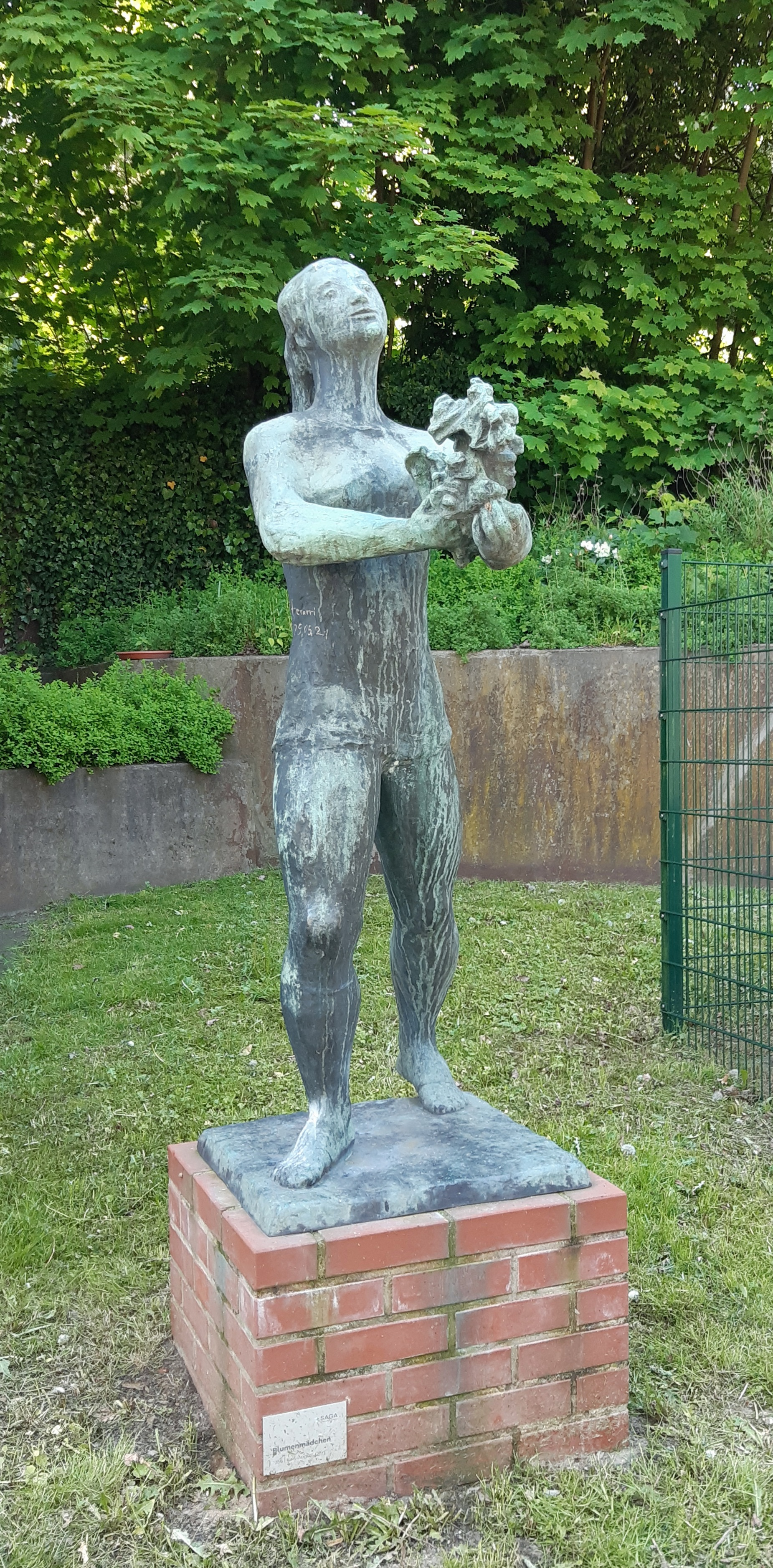
Blumenmädchen (1950er Jahre), Hamburg-Harburg (gestohlen im Juli 2025)
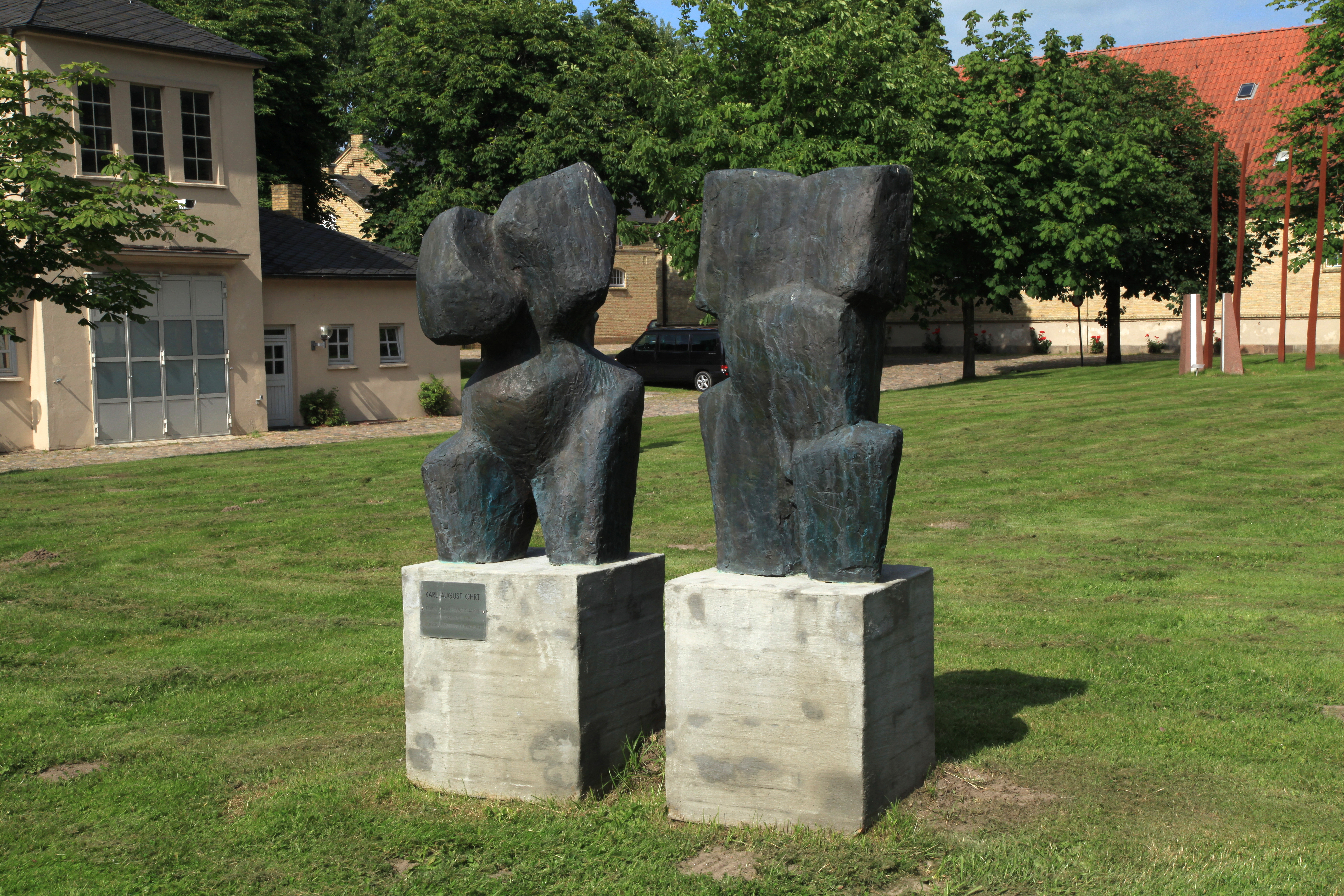
Torso-Paar (1961), Bronze. Skulpturenpark Schloss Gottorf
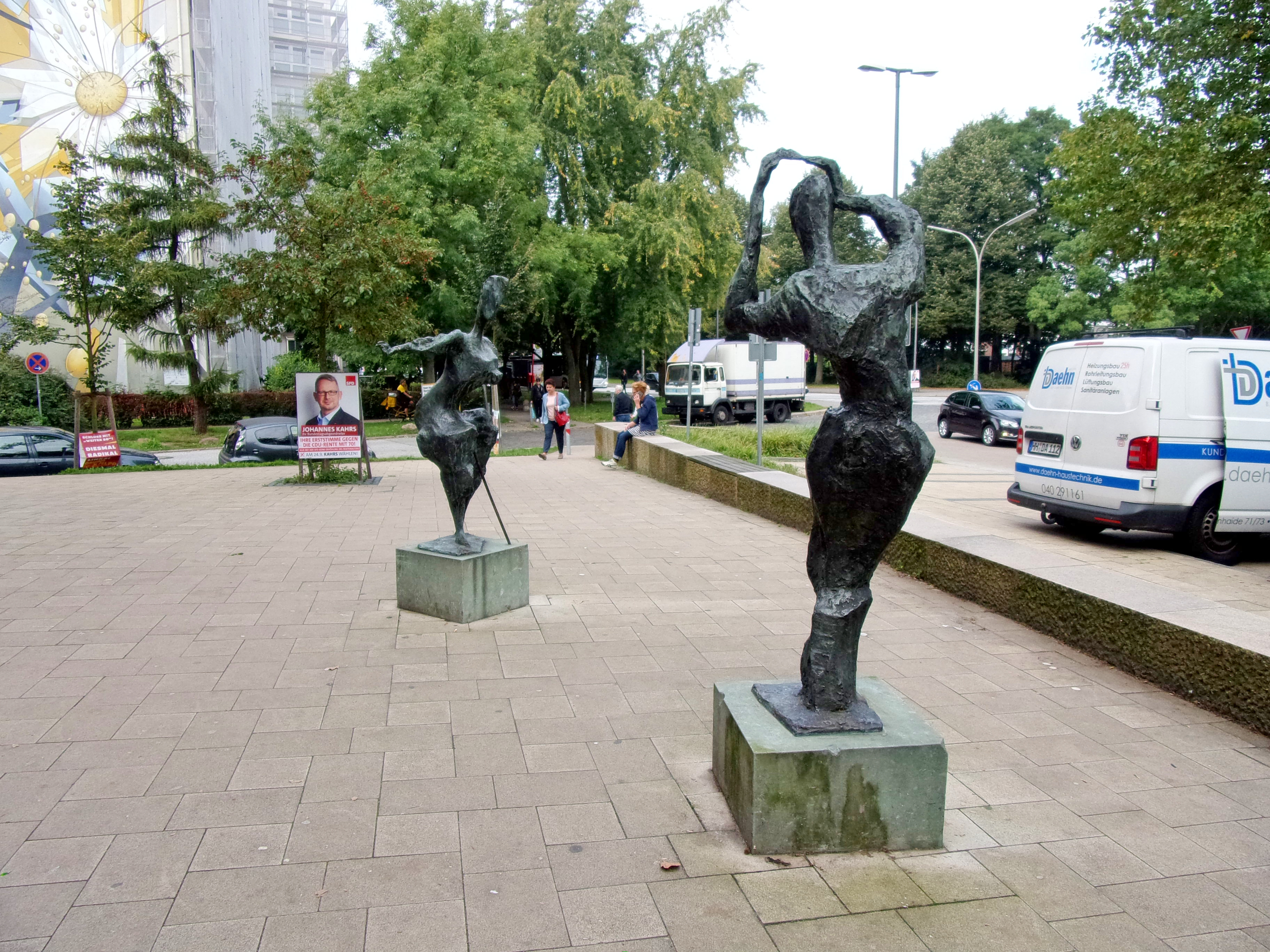
Tänzerinnen (1967), zweiteilig, Bronze. Rothenburgsorter Marktplatz, Hamburg

1956 porträtierte Ohrt den Malerkollegen Emil Nolde auf dem Totenbett und nahm ihm die Totenmaske ab.
Zu seinem 90. Geburtstag, 1992, organisierte das Kunsthaus Hamburg eine große Retrospektive seines Werkes. Zu diesem Zeitpunkt standen über 40 Skulpturen von Ohrt im öffentlichen Raum der Stadt Hamburg. Diese Zahl ging in den letzten Jahren leicht zurück, einige Werke wurden von der Hansestadt abgebaut. Die nächste Ausstellung fand erst 2017 statt, von der Freien Akademie der Künste in Hamburg organisiert.
Seine letzte Ruhestätte erhielt Karl August Ohrt auf dem Friedhof Blankenese.

## Film
- 1997: torso dual. Regie: Achim Michael Hasenberg, 15 Min. - Kurzspielfilm um die Figuren Tänzerinnen von 1967 (Marktplatz Rothenburgsort)